# Stazione di Nucetto
La stazione di Nucetto è una fermata ferroviaria della ferrovia Ceva-Ormea al servizio del comune omonimo, quale località di sosta di treni turistici.

## Storia
Nucetto venne raggiunta dalla ferrovia nel 1889 e la stazione venne inaugurata in concomitanza all'attivazione del tronco Ceva-Priola il 15 settembre dello stesso anno. L'impianto disponeva in origine di 3 binari passanti e di uno scalo merci composto da un piano caricatore, da un magazzino, da un ampio piazzale interno e da un binario tronco di accesso. In origine tale binario era affiancato da un altro binario al servizio della banchina di carico e scarico che si addentrava nel piazzale interno.
Nel 1988 l'impianto venne declassato a fermata insieme alle altre stazioni di Trappa e Priola, con l'eliminazione di tutti i binari, mantenendo in opera soltanto il terzo, poiché di corretto tracciato.
Dal 2001 la gestione dell'intera linea, e con essa quella della stazione di Nucetto, passò in carico a Rete Ferroviaria Italiana la quale ai fini commerciali classifica l'impianto nella categoria "Bronze".
Al 2002 la fermata risultava impresenziata insieme a tutti gli altri impianti sulla linea ad esclusione della stazione di Ceva.
La fermata rimase senza traffico dal 17 giugno 2012 per effetto della sospensione del traffico ferroviario sulla linea.
Il traffico è tornato attivo nel 2016 con la riapertura della linea a scopi turistici: nell'impianto effettuano fermata i treni storici dall'11 settembre.

## Strutture e impianti
La fermata dispone del solo binario di corsa, posto all'esterno della banchina ad isola. Il primo marciapiede è dotato di una pensilina in metallo, in cui sono stati installati apparati elettrici, quali la biglietteria automatica, due obliteratrici e dei pannelli informativi per i viaggiatori, per supplire la chiusura del FV a seguito dell'impresenziamento. La banchina a isola è collegata al marciapiede adicente al FV mediante una passerella a raso.
Il fabbricato viaggiatori, un edificio sviluppato su due piani, ospita Il Museo Etnografico. Nell'ex magazzino merci, posto nelle immediate adicenze del FV, è situato il Museo della Ceva-Ormea.

### Museo etnografico
Nel 2012, su iniziativa di alcuni volontari e dell'amministrazione comunale, iniziarono i lavori di ristrutturazione del fabbricato viaggiatori, chiuso all'utenza da circa un decennio. Dal 14 ottobre di tale anno, giorno dell'inaugurazione, questo edificio ospita al suo interno il Museo storico di Nucetto e dell'Alta Val Tanaro. Quest'ultimo si sviluppa in un percorso di sette sale espositive che ricostruiscono la vita di questi luoghi nel corso delle varie epoche.

### Museo della Ceva-Ormea
Nel 2010, su iniziativa di alcuni volontari e dell'amministrazione comunale, iniziarono i lavori di restaurazione del magazzino dello scalo merci dismesso che terminarono nel 2011. Da tale anno questo edificio ospita al suo interno il museo della linea, che conserva diversi cimeli ferroviari d'epoca e un carro merci restaurato. All'esterno del magazzino, nelle sue immediate vicinanze, sono stati installati anche una colonna idraulica ed un tratto di linea aerea trifase che ricopre il tratto di binario tronco dedito al servizio merci prima della soppressione di tale servizio. In occasione dell'inaugurazione del museo, RFI ha provveduto a ristrutturare anche il fabbricato viaggiatori.

## Movimento
La fermata, durante gli ultimi anni di servizio, era servita solamente da regionali effettuati da Trenitalia nell'ambito del contratto di servizio stipulato con la Regione Piemonte. Tali servizi erano espletati principalmente da ALn 663.
Dal 2016, l'impianto è servito su calendario da treni storici della Fondazione FS.